# Scaphoideus vagans
Scaphoideus vagans är en insektsart som beskrevs av William Lucas Distant 1917. Scaphoideus vagans ingår i släktet Scaphoideus och familjen dvärgstritar. Inga underarter finns listade i Catalogue of Life.